# 1490

## Esdeveniments
Països Catalans
- 20 de novembre - València: s'hi publica la primera edició de Tirant lo Blanc.

Resta del món

## Naixements
Països Catalans
- Albaida: Joan de Tormo, 62è President de la Generalitat de Catalunya.

Resta del món
- Moisès Hamon, metge jueu.

## Necrològiques
Països Catalans
- 2 de juliol - València: Isabel de Villena, religiosa i escriptora valenciana protofeminista (n. 1430).[1]

Resta del món
- 27 de gener - Japó: Ashikaga Yoshimasa, 24è shogun.